# Jean-Matthieu Perret de la Menue
Pour les articles homonymes, voir Perret.
Jean-Matthieu Perret de la Menue, né le 19 juillet 1773 à Lyon et mort le 13 mai 1822 à Lyon, est un militaire français.

## Biographie
Jean-Matthieu Perret nait le 19 juillet 1773 à Lyon dans une famille bourgeoise. Il fait ses études chez les Jésuites Lyonnais. Se découvrant un intérêt particulier pour les mathématiques, il part à Paris en 1794, où il intègre l’école Polytechnique. Il en sort diplômé en 1797.
Il intègre aussitôt l'armée dans le service de l’artillerie et participe aux campagnes d’Italie et d’Égypte. Il devient lieutenant d’artillerie, puis capitaine en 1807, après avoir été fait chevalier de la légion d’honneur, et sera capitaine-commandant en 1809. En 1810 il donne sa démission et rentre à Lyon.
Il acquiert le château de La Menue à Haute-Rivoire dans l'ouest du Rhône, puis fait chevalier de l'empire le 13 mai 1813, il se fera ensuite appeler Perret de La Menue. Il devient maire de cette commune en 1816.
Il meurt à Lyon en 1822.

### Sociétés savantes
Il devient membre de l’Académie des sciences, belles-lettres et arts de Lyon en 1819. Il est également membre de la Société royale d’agriculture.